# André Jean Lemaire
Pour les articles homonymes, voir Lemaire.
André Jean Lemaire est un homme politique français né le 30 novembre 1798 à Dunkerque (Flandre française) et décédé le 18 décembre 1863 à Dunkerque (Nord).

## Biographie
Fils de Paul André Louis Lemaire ancien Député-Maire de Dunkerque, il est
propriétaire, conseiller d'arrondissement, colonel de la Garde nationale de Dunkerque, il est député du Nord de 1848 à 1849, siégeant avec les républicains modérés.
Non réélu à la Législative, il ne reparut plus sur la scène politique.
Il décède le 18 décembre 1863 à son domicile 3, rue Dupouy à Dunkerque et inhumé au cimetière du dit lieu.
Son fils Gustave Lemaire sera Maire de Dunkerque et Conseiller général du Nord.

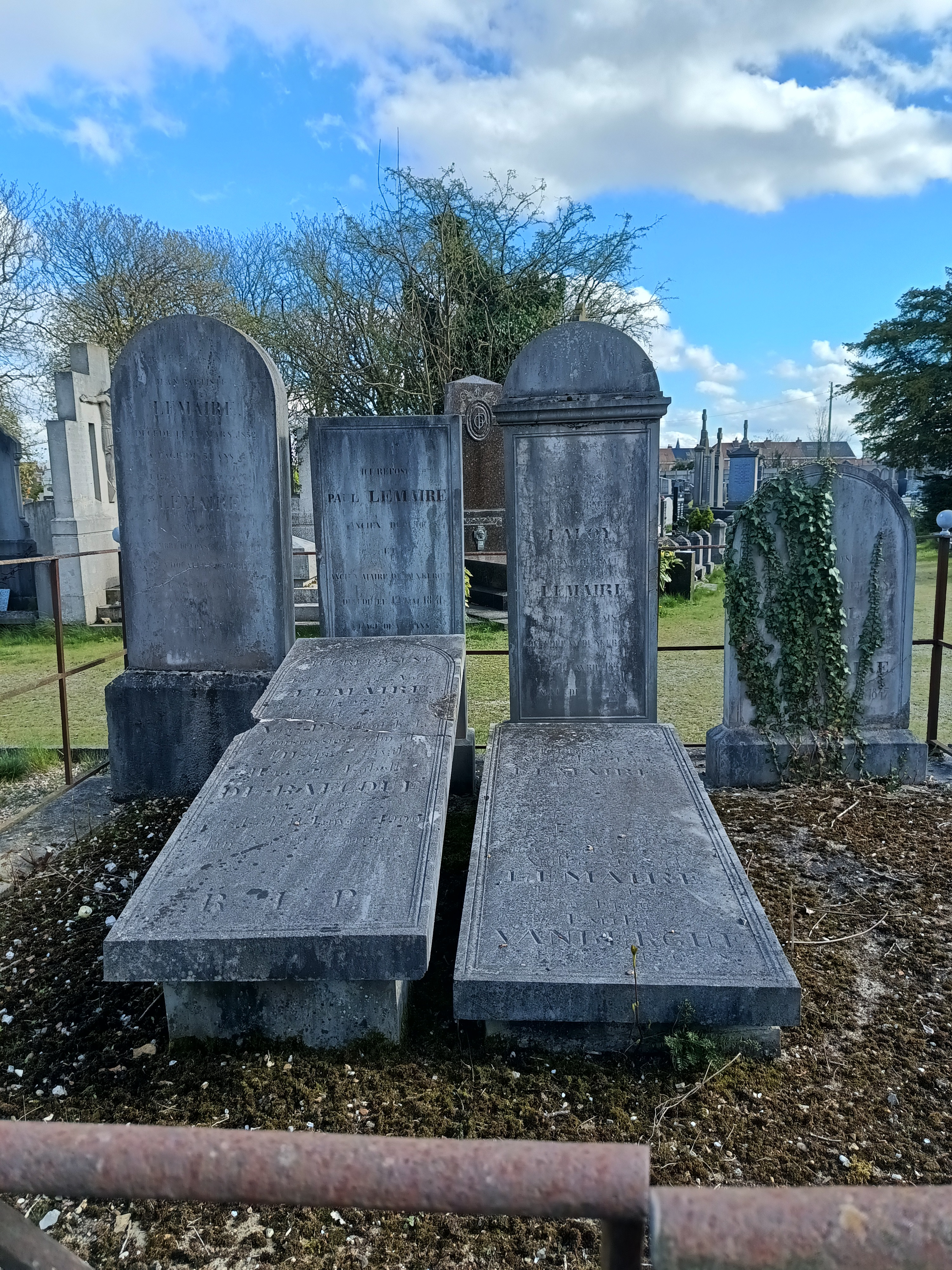
Tombe d'André Jean Lemaire au cimetière de Dunkerque.

## Distinctions
- Chevalier de la Légion d'honneur en date du 10 décembre 1850[2].

## Sources
- « André Jean Lemaire », dans Adolphe Robert et Gaston Cougny, Dictionnaire des parlementaires français, Edgar Bourloton, 1889-1891 [détail de l’édition]